# Guvernul Zinaida Greceanîi (2)
Al doilea guvern Greceanîi a fost un cabinet de miniștri care a guvernat Republica Moldova în perioada 10 iunie - 25 septembrie 2009.

## Formarea celui de-al doilea guvern al lui Greceanîi
După demisia guvernului condus de Zinaida Greceanîi la 4 mai 2009, Președintele Republicii Moldova, Vladimir Voronin, a semnat la data de 3 iunie 2009 un decret privind desemnarea doamnei Zinaida Greceanîi în calitate de candidat pentru funcția de Prim-ministru, a autorizat-o să întocmească programul de activitate și lista Guvernului și să le prezinte Parlamentului spre examinare și a adus la cunoștința deputaților, în cadrul ședinței plenare a Parlamentului, avansarea candidaturii Zinaidei Greceanîi la postul de Prim-ministru . 
Luni, în cadrul unei ședințe ordinare, guvernul de la Chișinău și-a dat demisia. Premierul Zinaida Greceanâi a spus că acesta demisionează în conformitate cu art. 103 din Constituția Republicii Moldova și art. 6 din Legea cu privire la guvern. Propunerea a fost votată în unanimitate.
La data de 10 iunie 2009, noul guvern primește votul de încredere acordat de Parlament prin voturile a 59 deputați comuniști (din 101 parlamentari). De asemenea a fost aprobat și programul de guvernare, intitulat "Progres și integrare". Membrii guvernului au depus jurământul de credință în prezența președintelui Vladimir Voronin.
Noul guvern a anunțat că va asigura o continuitate în realizarea programelor investiționale, neaducând soluții pentru criza economică. Față de guvernul anterior, în noul guvern nu a mai intrat viceprim-ministrul Valentin Mejinschi și ministrul Valentin Guznac. 

## Componența cabinetului
| Minister                                                    | Nume                       | Portret                                                                | În funcție din | Pînă la            |  |
| ----------------------------------------------------------- | -------------------------- | ---------------------------------------------------------------------- | -------------- | ------------------ |  |
| Prim-ministru                                               | Zinaida Greceanîi          | Zinaida Greceanîi, 2014 (cropped)                                      | 10 iunie       | 14 septembrie 2009 |  |
| Prim-ministru                                               | Vitalie Pîrlog (interimar) |                                                                        | 14 septembrie  | 25 septembrie 2009 |  |
| Viceprim-miniștri                                           |                            |                                                                        |                |                    |  |
| Prim-viceprim-ministru, Ministru al Economiei și Comerțului | Igor Dodon                 | Igor Dodon (01.2017; cropped)                                          | 10 iunie       | 11 septembrie 2009 |  |
| Viceprim-ministru, Ministru al Afacerilor Externe           | Andrei Stratan             |                                                                        | 10 iunie       | 25 septembrie 2009 |  |
| Viceprim-ministru                                           | Victor Stepaniuc           | Victor Stepaniuc (2012-04-06)                                          | 10 iunie       | 11 septembrie 2009 |  |
| Viceprim-ministru                                           | Iurie Roșca                | Flickr - europeanpeoplesparty - EPP Congress Bonn (656)                | 16 iunie       | 25 septembrie 2009 |  |
| Miniștri                                                    |                            |                                                                        |                |                    |  |
| Ministru al Finanțelor                                      | Mariana Durleșteanu        |                                                                        | 10 iunie       | 14 septembrie 2009 |  |
| Ministru al Construcțiilor și Dezvoltării Teritoriului      | Vladimir Baldovici         |                                                                        | 10 iunie       | 11 septembrie 2009 |  |
| Ministru al Agriculturii și Industriei Alimentare           | Anatolie Gorodenco         |                                                                        | 10 iunie       | 25 septembrie 2009 |  |
| Ministru al Ecologiei și Resurselor Naturale                | Violeta Ivanov             | Violeta Ivanov (2014-02-13)                                            | 10 iunie       | 11 septembrie 2009 |  |
| Ministru al Educației și Tineretului                        | Larisa Șavga               |                                                                        | 10 iunie       | 25 septembrie 2009 |  |
| Ministru al Sănătății                                       | Larisa Catrinici           |                                                                        | 10 iunie       | 25 septembrie 2009 |  |
| Ministru al Protecției Sociale, Familiei și Copilului       | Galina Balmoș              |                                                                        | 10 iunie       | 11 septembrie 2009 |  |
| Ministru al Culturii și Turismului                          | Mihail Barbulat            |                                                                        | 10 iunie       | 11 septembrie 2009 |  |
| Ministru al Justiției                                       | Vitalie Pîrlog             |                                                                        | 10 iunie       | 25 septembrie 2009 |  |
| Ministru al Afacerilor Interne                              | Gheorghe Papuc             |                                                                        | 10 iunie       | 25 septembrie 2009 |  |
| Ministru al Dezvoltării Informaționale                      | Pavel Buceațchi            |                                                                        | 10 iunie       | 10 septembrie 2009 |  |
| Ministru al Apărării                                        | Vitalie Vrabie             |                                                                        | 10 iunie       | 25 septembrie 2009 |  |
| Ministru al Reintegrării                                    | Vasilii Șova               | Vasilii Șova (2014-02-20)                                              | 10 iunie       | 11 septembrie 2009 |  |
| Ministru al Administrației Publice Locale                   | Iacob Timciuc              |                                                                        | 10 iunie       | 11 septembrie 2009 |  |
| Membri ex-officio                                           |                            |                                                                        |                |                    |  |
| Președinte al Academiei de Științe a Moldovei               | Gheorghe Duca              | Flickr - Ion Chibzii - The president of Academy of Sciences of Moldova | 10 iunie       | 25 septembrie 2009 |  |
| Guvernator (Bașcan) al UTA Găgăuzia                         | Mihail Formuzal            | Михаил Формузал                                                        | 10 iunie       | 25 septembrie 2009 |  |

## Legături externe
- Guvernul Greceanîi-2 Arhivat în 24 iunie 2015, la Wayback Machine. pe interese.md

| Precedat(ă) de: Guvernul Zinaida Greceanîi (1) | Guvernul Zinaida Greceanîi (2) 10 iunie - 25 septembrie 2009 | Succedat(ă) de: Guvernul Vlad Filat (1) |